# لانتانا شامسوانية
لانتانا شامسوانية (الاسم العلمي: Lantana chamissonis) هي نوع نباتي يتبع جنس اللانتانا من فصيلة اللويزية.